# Theodor Adamius
Theodor Adamius (* 23. Februar 1566 in Berka bei Osterode; † 14. November 1613 in Helmstedt) war ein deutscher Jurist und Hochschullehrer an der Universität Helmstedt.

## Leben und Wirken
Theodor Adamius, der Sohn eines Pastors, besuchte das Gymnasium Martineum in Braunschweig und die Klosterschule Ilfeld. 1586 ging er zum Studium der Rechtswissenschaften nach Helmstedt. Zu seinen akademischen Lehrern gehörten Johannes Borcholten und Johannes Caselius. In Basel promovierte er 1595 zum Doktor der Rechte.
Im Jahr 1596 erhielt er als Nachfolger von Hartwig Smidenstedt einen Ruf auf den Lehrstuhl für Beredsamkeit an der philosophischen Fakultät der Universität Helmstedt. Außerdem wurde er zum Beisitzer am Hofgericht Wolfenbüttel ernannt. 1604 verließ er die philosophische Fakultät und übernahm an der Helmstedter Juristenfakultät einen Lehrstuhl für römisches Privatrecht. Adamius war zweimal Prorektor der Universität und dreimal Fakultätsdekan.
Neben mehreren rechtswissenschaftliches Schriften verfasste Adamius, der mit dem Humanisten Cornelius Martini befreundet war, auch Gedichte. Seine Zeitgenossen schätzten seine vielseitige Bildung und seine rhetorischen Fähigkeiten.

## Werke (Auswahl)
- Theses de usucapionibus. Waldkirch, Basel 1595. (Digitalisat)
- Oratio funebris Hedvigis Brandenburgicae, Brunsvigensium principis. Helmstedt 1602.
- De utroque officio juventutis academicae oratio Theodori Adamii (in acad. Julia). Lucius, Helmstedt 1604. (Digitalisat)
- De pactis. Lucius, Helmstedt 1609.
- De Bonis Maternis. Lucius, Helmstedt 1612. (Digitalisat)